# خوان أبيندانيو
خوان أبيندانيو (بالإسبانية: Juan Avendaño)‏ مواليد 29 يناير 1961 في منطقة أستورياس، إسبانيا، هو لاعب كرة مضرب إسباني سابق بدأ مسيرته كمحترف سنة 1980 وكان يلعب باليد اليمنى. أعلى تصنيف له في الفردي كان المركز الـ 90 في سنة 1982. أعلى تصنيف له في الزوجي كان المركز الـ 187 في سنة 1984.

## روابط خارجية
- خوان أبيندانيو على موقع رابطة محترفي التنس (الإنجليزية)
- خوان أبيندانيو على موقع الاتحاد الدولي لكرة المضرب (الإنجليزية)
- خوان أبيندانيو على موقع كأس ديفيز (الإنجليزية)
- خوان أبيندانيو على موقع خلاصة التنس.كوم (الإنجليزية)